# Corythucha hewitti
Corythucha hewitti är en insektsart som beskrevs av Drake 1919. Corythucha hewitti ingår i släktet Corythucha och familjen nätskinnbaggar. Inga underarter finns listade i Catalogue of Life.